# أمارال (لاعب كرة قدم مواليد 1973)
ألكسندر دا سيلفا ماريانو (بالبرتغالية: Alexandre da Silva Mariano) المعروف باسم أمارال (بالبرتغالية: Amaral) (ولد في 28 فبراير 1973) لاعب كرة قدم برازيلي دولي معتزل كان يجيد اللعب في مركز لاعب وسط دفاعي.
شارك مع منتخب البرازيل في دورة الألعاب الأولمبية الصيفية 1996 في أتلانتا بالولايات المتحدة مساهما في تحقيق الميدالية البرونزية. خلال مسيرته الكروية لعب في العديد من الأندية وفاز بلقب الدوري مع بالميراس وكورينثيانز وفاسكو دا جاما وبشيكتاش.

## المسيرة الرياضية مع الأندية
ولد في كابيفاري. خلال شبابه وقبل أن يصبح لاعب محترف كان يعمل كحفار قبور. نشأ في نادي بالميراس وشارك معه للمرة الأولى في عام 1992. لعب 244 مباراة لبالميراس وساعدهم على الفوز ببطولة دوري الدرجة الأولى عامي 1993 و1994 وكذلك بكولتي دوري باوليستا في نفس السنتين. سجل هدفه الوحيد لبالميراس في الفوز 5-1 ضد غريميو بورتو أليغرينزي في الدور ربع النهائي من كأس ليبرتادوريس عام 1995.
بسبب تألقه باعه بالميراس على نادي بارما في عام 1996 الذي كان يتواجد فيه الإيطاليان جانلويجي بوفون ودينو باجو والأرجنتيني هرنان كرسبو والفرنسي ليليان تورام. كافح أمارال للعب دور أساسي في الفريق ولكنه لم يستطع اللعب سوى في أربع مباريات مما أدى إلى إعارته إلى نادي بنفيكا في ديسمبر 1996. لعب في أولى مبارياته في التعادل في ملعبه ضد ماريتيمو في 22 ديسمبر 1996 وصار لاعب أساسي بسرعة على حساب برونو كايرز وجامر غوميز. عاد إلى بالميراس لما تبقى من موسم الدوري البرازيلي 1997 وساعده في احتلال المركز الثاني خلف ساو باولو.
في ديسمبر 1997 عاد أمارال إلى بنفيكا في صفقة دائمة كوعود انتخابية من جواو فالي أزيفيدو. ومع ذلك ظهر بشكل متقطع حيث فضل غرايم سونيس كاندوروف عليه في موسم 1997-98 ثم وقع مع مايكل توماس في الموسم التالي. في يوليو 1998 تم إعارته إلى نادي كورينثيانز لمدة عام واحد. هناك كان جزءاً من الفريق الذي فاز بلقبين متتاليين في الدوري في عامي 1998 و1999 وكذلك بطولة أخرى على مستوى الولاية. بعد عام انتقل إلى نادي فاسكو دا غاما. استمر في الحصول على ألقاب الدوري وفاز بلقبه الخامس في عام 2000 بالإضافة إلى لقبين آخرين هما كأس تورنيو ريو - ساو باولو وكأس ميركوسور.
في 28 يونيو 2000 وقع أمارال مع فيورنتينا مقابل رسوم قدرها 7.35 مليار ليرة إيطالية (3.796 مليون يورو). جمع شمله مع نونو غوميش الذي وقع أيضا مع الإيطاليين وخلال موسمه الأول ساعد الفريق على الفوز بكأس إيطاليا. بعد موسم ثاني معقد الذي انتهى بإعلان إفلاس النادي انتقل اللاعب البالغ من العمر 29 عاما إلى نادي بشكتاش لكنه بقي لمدة ستة أشهر فقط حيث تم تسريحه في يناير بسبب نقص الفرص «لم يكن لدي الكثير من الفرص للمشاركة أساسيا في الفريق الأول ولم أتمكن من اللعب بقدر ما أردت».
بعد مغادرته تركيا أصبح أمارال كالسندباد البحري منتقلا من النادي إلى آخر سنويا. في عام 2008 انتقل إلى أستراليا للعب مع نادي برث غلوري الذي اعتبر صفقة كبيرة في موسم الدوري الأسترالي لكرة القدم 2008-2009. نقل خبرته للنادي وأصبح اللاعب المفضل لمشجعي الفريق ولكن تم استبعاده لبقية الموسم بعد تفاقم إصابة في أوتار الركبة. تم تسريح أمارال من قبل برن غلوري في 2 مايو 2009.
في أغسطس 2009 انضم إلى برث غلوري مجددا في عقد يمتد لتسع مباريات. كانت المهمة صعبة للغاية حيث لم يبرز أمارال إلا من خلال دكة البدلاء ولكن على الرغم من ذلك استمتع أمارال بعودته إلى برث غلوري وشكر النادي على منحه فرصة أخرى. عند وصوله إلى سن 40 عام انضم إلى باكوس دي كالداس ثم إيتومبيارا خلال عام 2013 ولعب مباراة واحدة فقط مع الأخير.

## المسيرة الرياضية مع المنتخب
ظهر لأول مرة مع البرازيل في 27 سبتمبر 1995 في الفوز 2-1 ضد رومانيا. في يناير 1996 شارك في كأس كونكاكاف الذهبية 1996 التي فازت بها المكسيك ضد البرازيل وبعد ستة أشهر لعب في دورة الألعاب الأولمبية الصيفية 1996 جنبا إلى جنب مع روبرتو كارلوس وبيبيتو ورونالدو وريفالدو مساهما في الحصول على الميدالية البرونزية. كانت آخر مباراة دولية له في 31 أغسطس 1996 في مباراة ودية ضد هولندا.

## الإنجازات
- بالميراس
  - الدرجة الأولى (2): 1993 - 1994
  - بطولة باوليستا (3): 1993 - 1994 - 1996
  - بطولة ريو - ساو باولو (1): 1993
- كورينثيانز
  - الدرجة الأولى (2): 1998 - 1999
  - بطولة باوليستا (1): 1999
- فاسكو دا غاما
  - الدرجة الأولى (1): 2000
  - بطولة ريو - ساو باولو (1): 1999
  - كأس غوانابارا (1): 2000
  - كأس ميركوسور (1): 2000
- فيورنتينا
  - كأس إيطاليا (1): 2000-01
- بشيكطاس
  - الدوري التركي الممتاز (1): 2002-03